# Анхель Антоніо Гарх'юло Аменгуаль
Анхель Антоніо Гарх'юло́ Аменгуаль (ісп. Ángel Antonio Gargiulo Amengual; нар. 17 червня 1931, Мендоса) — аргентинський вчений в галузі виноградарства; член Італійської академії виноградарства і виноробства.

## Біографія
Народився  17 червня 1931 року в місті Мендосі (Аргентина). Закінчив сільськогосподарський факультет Національного університету в Лухан-де-Куйо.
Працював директором експериментальної станції з сільського господарства  Національного інституту в Сан-Рафаель.

## Наукова діяльність
Основні наукові праці вченого присвячені генетиці і отриманню безнасінних сортів винограду. Творець численних сортів винограду: Рієсліна, Каберінта, Арісул, Москатель, Пасига, Перлон, Імператриць, Аурора та інших.